# 5822 Masakichi
Az 5822 Masakichi (ideiglenes jelöléssel 1989 WL) a Naprendszer kisbolygóövében található aszteroida. Tsutomu Hioki,  Shuji Hayakawa fedezte fel 1989. november 21-én.